# Landstetten (Gemeinde Pöggstall)
Landstetten ist eine Ortschaft der Marktgemeinde Pöggstall in Niederösterreich. Die Ortschaft hat 12 Einwohner (1. Jänner 2024).

## Geografie
Die Ortschaft im Bezirk Melk liegt knapp 4 km südwestlich von Pöggstall und 8 km nördlich der Donau an der L7233 und besteht aus mehreren Bauernhöfen. Am 1. Jänner 2024 gab es in Landstetten 12 Einwohner. Nördlich von Landstetten entspringt der Landstettenbach, der zur Donau hin abfließt. Schon 1822 zählte das Dorf 7 Häuser.

## Geschichte
Laut Adressbuch von Österreich war im Jahr 1938 in Landstetten ein Landwirt mit Direktvertrieb ansässig.

## Persönlichkeiten
- Anton Eder (1924–2004), Politiker (ÖVP), Mitglied des Bundesrates
- Karl Donabauer (* 1945), Landwirt, Politiker (ÖVP) und Abgeordneter zum Nationalrat